# Маєр (Міннесота)
Маєр (англ. Mayer) — місто (англ. city) в США, в окрузі Карвер штату Міннесота. Населення — 2453 особи (2020).

## Географія
Маєр розташований за координатами 44°53′20″ пн. ш. 93°53′41″ зх. д. / 44.88889° пн. ш. 93.89472° зх. д. (44.888999, -93.894679).  За даними Бюро перепису населення США в 2010 році місто мало площу 3,66 км², з яких 3,59 км² — суходіл та 0,07 км² — водойми.

## Демографія
Згідно з переписом 2010 року, у місті мешкало 1749 осіб у 589 домогосподарствах у складі 471 родини. Густота населення становила 478 осіб/км².  Було 619 помешкань (169/км²).
Расовий склад населення:
| - 95,2 % — білих - 1,7 % — азіатів - 1,1 % — чорних або афроамериканців - 0,1 % — корінних американців |

До двох чи більше рас належало 1,5 %. Частка іспаномовних становила 1,3 % від усіх жителів.
За віковим діапазоном населення розподілялося таким чином: 32,9 % — особи молодші 18 років, 61,3 % — особи у віці 18—64 років, 5,8 % — особи у віці 65 років та старші. Медіана віку мешканця становила 30,4 року. На 100 осіб жіночої статі у місті припадало 108,5 чоловіків;  на 100 жінок у віці від 18 років та старших — 103,3 чоловіків також старших 18 років.
Середній дохід на одне домашнє господарство  становив 92 708 доларів США (медіана — 90 052), а середній дохід на одну сім'ю — 96 220 доларів (медіана — 92 232). 
Медіана доходів становила 56 250 доларів для чоловіків та 40 813 долари для жінок. За межею бідності перебувало 1,9 % осіб, у тому числі 1,1 % дітей у віці до 18 років та 11,6 % осіб у віці 65 років та старших.
Цивільне працевлаштоване населення становило 983 особи. Основні галузі зайнятості: освіта, охорона здоров'я та соціальна допомога — 21,3 %, виробництво — 18,8 %, фінанси, страхування та нерухомість — 13,0 %, роздрібна торгівля — 10,5 %.